# Fopius ceratitivorus
Fopius ceratitivorus är en stekelart som beskrevs av Robert A.Wharton 1999. Fopius ceratitivorus ingår i släktet Fopius och familjen bracksteklar. Inga underarter finns listade i Catalogue of Life.